# Hatting/Torsted IF
Hatting-Torsted er en dansk fodboldklub hjemmehørende i Hatting og Torsted ved Horsens i Jylland.
Holdet har spillet i Jyllandsserien, og har en betydelig ungdoms- og seniorafdeling.
I dag spiller klubbens førstehold i Serie 2 pr. foråret 2024. 

## Historie
Hatting-Torsted Fodbold er en sammenslutning af Hatting og Torsteds idrætsforeningers afdelinger for fodbold. Den blev foretaget allerede i 1992 med det formål at få et så stort og godt spillergrundlag, så klubben kunne stille hold i alle rækker.
I 2015 blev ungdomsafdelingen og seniorafdelingen samlet under ét, og således er alle hold fra U5 til veteraner samlet i én fodboldafdeling.